# День Конституции Японии
День Конституции (яп. 憲法記念日 Кэмпо: кинэмби, букв. Праздник/Годовщина/День памяти Конституции) — государственный праздник Японии, отмечается 3 мая, в годовщину принятия Конституции Японии 1947 года. Часть японской Золотой недели.
В этот день здание Парламента Японии открыто для посетителей. Проходят лекции о значении демократической и пацифистской конституции для Японии. Передовицы газет нередко посвящены конституции, в том числе её Девятой статье.